# Національно-революційна армія
Національно-революційна армія (абревіатура НРА; іноді вживалася скорочена назва Революційна армія (革命軍) до 1928 року, а після 1928 Національна армія (國軍)) — була військовою силою китайської правлячої партії Гоміньдан. Після поразки Гоміньдану в громадянській війні в Китаї та прийняття Конституції Республіки Китай, що забезпечила цивільний контроль над збройними силами, стала загальнонаціональними Збройними силами Китайської Республіки (中華民國國軍).

## Історія
Збройні сили Гоміньдану були створені в 1925 році в період громадянських воєн в Китаї за безпосередньої участі радянських військових радників. Головнокомандувачем Національно-революційної армії став Чан Кайші. У 1926—1927 роках в ході Північної експедиції НРА розбила велику частину місцевих мілітаристів та встановила владу Гоміньдану на більшій частині території Китаю.
У 1927 році після розпаду Першого Об'єднаного фронту між націоналістами і комуністами, правляча партія Гоміньдан в значній мірі усунула радянський вплив серед своїх лав. Чан Кайші звернувся до Веймарської республіки для реорганізації та модернізації Національно-революційної армії. Після того, як Адольф Гітлер став канцлером в 1933 році й дезавуював Версальський договір, антикомуністичну Націонал-соціалістична робітнича партія Німеччини та антикомуністична партія Гоміньдан у короткий час почали тісно співпрацювати. Німеччина допомагала у навчанні китайських військ та поліпшення інфраструктури Китаю, в той час як Китай відкрив свої ринки та доступ до природних ресурсів для Німеччину. Макс Бауер був першим радником в Китаї.
Під час Наньчанського повстання частина військ НРА перейшла на бік комуністів і створила Червону армію (згодом Народно-визвольна армія Китаю). Надалі Національно-революційна армія вела операції проти комуністів, а під час японсько-китайської війни захищала країну від японців.
В 1947 році НРА була перейменована на Збройні сили Китайської Республіки. Після поразки НРА в громадянській війні з комуністами, залишки армії були евакуйовані до Тайваню, де стали основою тайванської армії.

## Структура

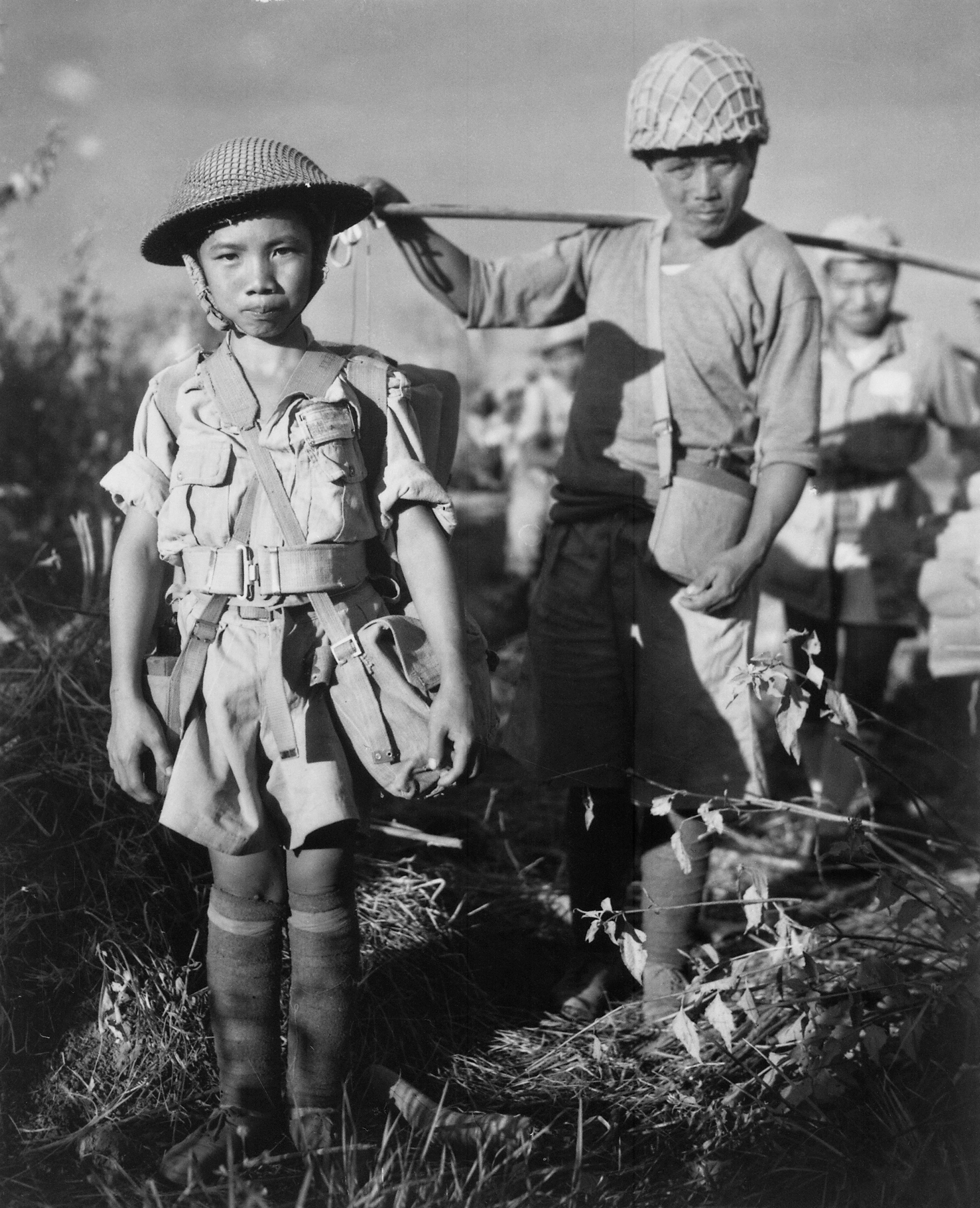
Десятирічний солдат Гоміньдану, травень 1944

Національно-революційна армія протягом свого існування завербувала до свого складу близько 4,3 млн чоловік до 370 стандартних дивізій (正式師), 46 нових дивізій (新編師), 12 кавалерійських дивізій (騎兵師), 8 нових кавалерійських дивізій (新編騎兵師), 66 тимчасових дивізій (暫編師), та 13 резервних дивізій (預備師) (в цілому 515). Проте, багато дивізій були сформовані з двох або більше інших дивізій та не були активні в той самий час. Крім того, нові підрозділи були створені для заміни стандартних дивізій, що були втрачені на початку війни, таким дивізіям присвоювали номера старих дивізій. Таким чином, число дивізій на дійсній службі в будь-який момент часу було набагато меншим, ніж 515.
Середній розмір дивізії НРА становив 5-6 тисяч чоловік.

## Іноземні постачальники
- Бельгія
- Канада
- Чехословаччина
- Данія
- Франція
- Третій Рейх
- Італійське королівство
- СРСР
- Швеція
- Велика Британія
- США